# Дербі Східної Англії
Дербі Східної Англії — протистояння двох футбольних команд: «Іпсвіч Таун» і «Норвіч Сіті». Це дербі також жартівливо називають Old Farm derby (старе фермерське дербі), проте не варто плутати з дербі Old Firm — протистоянням між шотландськими клубами «Селтік» і «Рейнджерс». За версією Football Rivalries Report 2008 протистояння футбольних клубів «Норвіч Сіті» і «Іпсвіч Таун» є другим в Англії по жорсткості після Блек-Кантрі дербі між «Вест Бромвіч Альбіон» і «Вулвергемптон Вондерерз».

## Історія

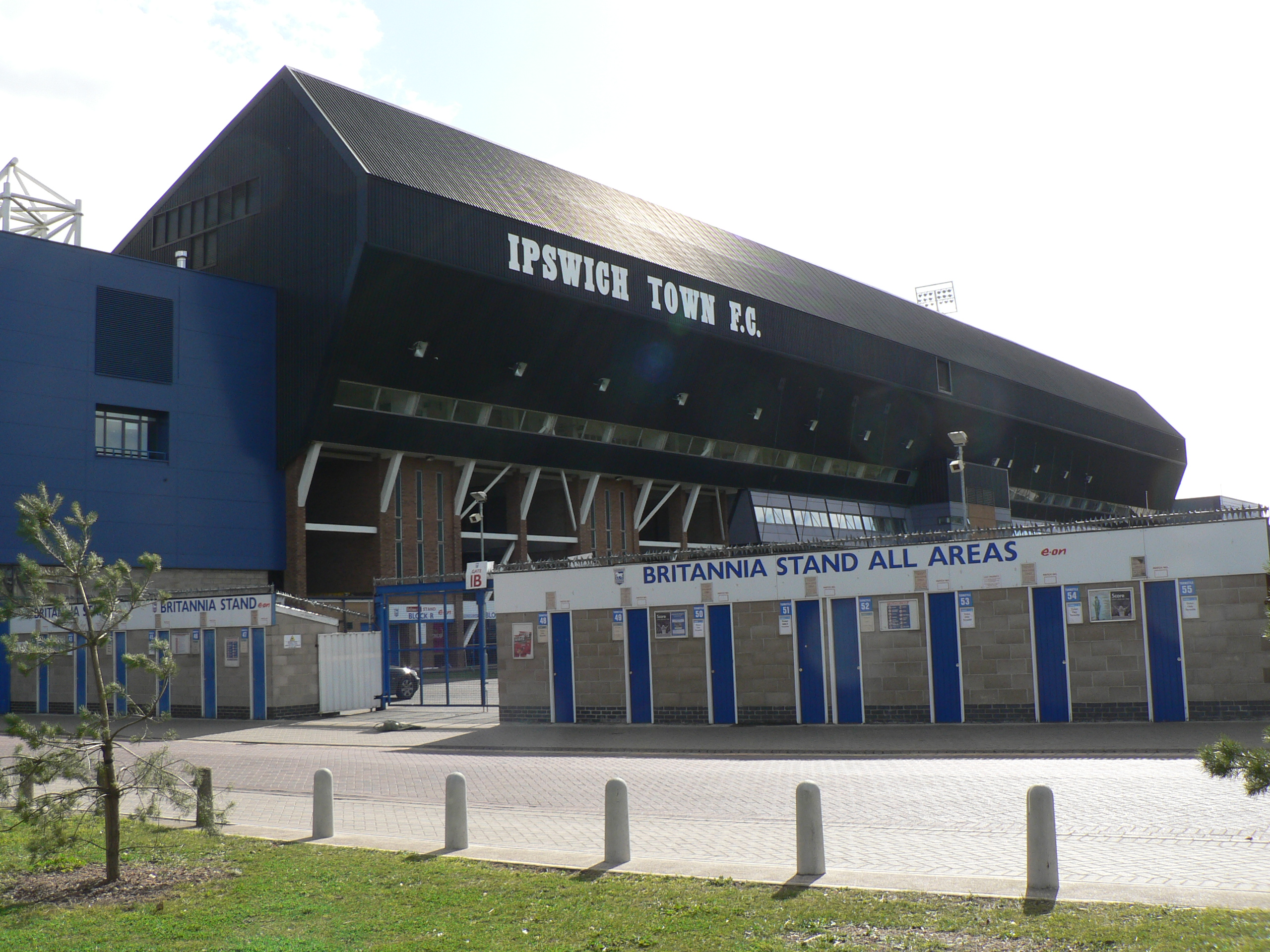
Портмен Роуд — стадіон ФК Іпсвіч Таун

Перший матч дербі був проведений 15 листопада 1902 року, коли обидва клуби грали в аматорській лізі. Перемогу в матчі здобув «Норвіч» 1:0. «Норвіч» отримав статус професіонала в 1905 році, «Іпсвіч» лише після 1936. У футбольну лігу «Іпсвіч» потрапив в 1938 році, а вже 2 вересня 1939 року в матчі Третього дивізіону «Іпсвіч» зіткнувся з «Норвічем», зустріч завершилася з рахунком 1:1.

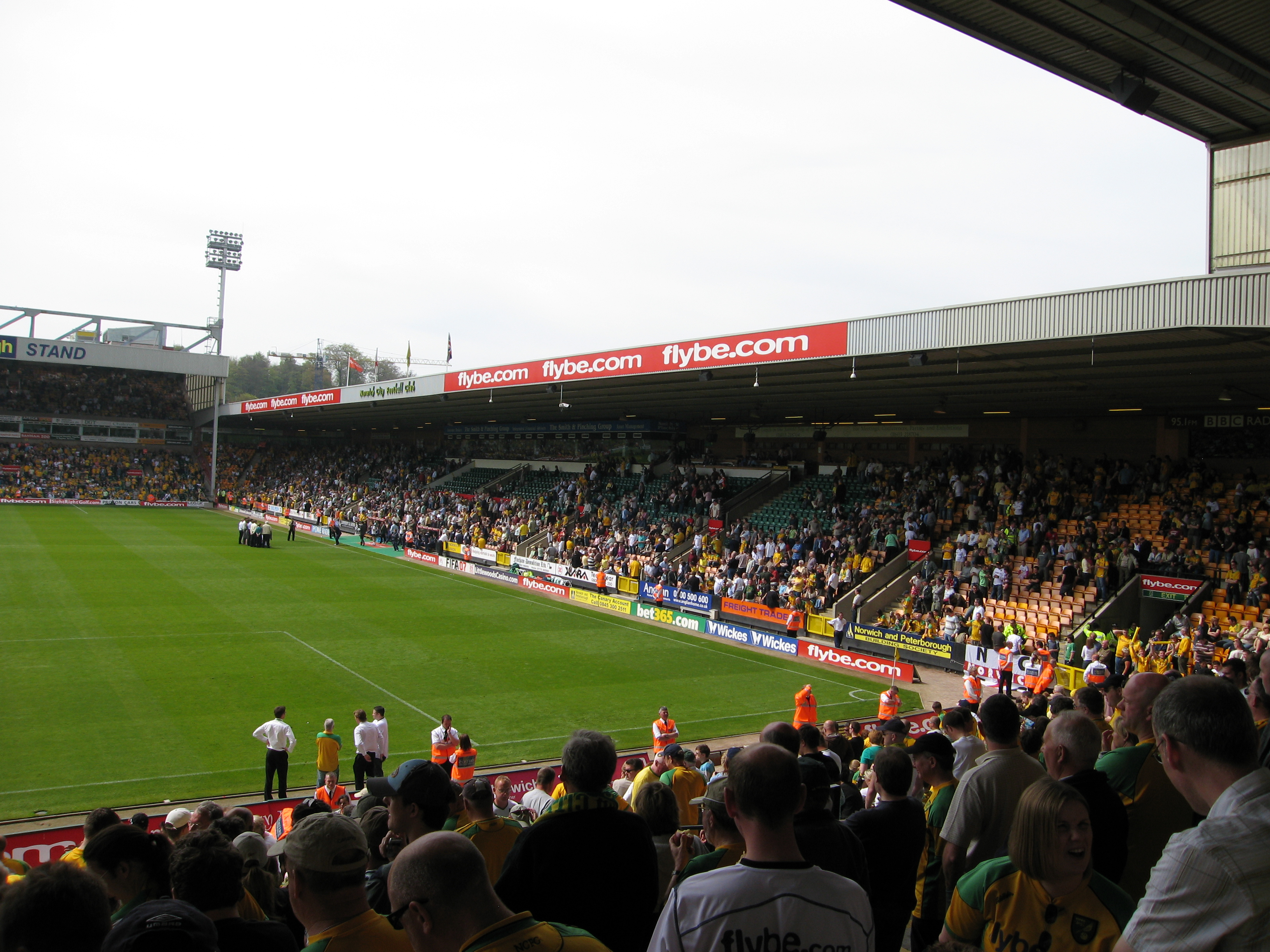
Керроу Роуд — стадіон ФК Норвіч Сіті

Перша гра між клубами після війни відбулася 7 вересня 1946 року. Тоді «Іпсвіч» встановив рекорд результативності, обігравши «Норвіч» 5:0, хет-трик на рахунку Альберта Дея і дублем відзначився Томмі Паркер. Такий же розгром «Іпсвіч» учинив «Норвічу» лише в сезоні 1997/98 Першого дивізіону Футбольної ліги. Найважливіша зустріч в історії цих двох команд відбулася в 1985 році, коли клуби зустрілися в півфіналі Кубка ліги. Перший матч, на «Портмен Роуд» виграв «Іпсвіч» — 1:0. На «Керроу Роуд», «Норвіч» також здобув перемогу з рахунком 1:0. В екстра-таймі матчу Стів Брюс ударом головою приніс перемогу канаркам, які і вийшли у фінал змагань.
«Іпсвіч» за свою історію виграв Перший дивізіон англійської ліги, Кубок Англії і Кубок УЄФА, а «Норвіч» двічі вигравав Кубок ліги.

## Досягнення
| Змагання                                   | Роки «Іпсвіча»                  | Роки «Норвіча»                  |
| ------------------------------------------ | ------------------------------- | ------------------------------- |
| Перший дивізіон Футбольної ліги            | 1961-1962                       |                                 |
| Друге місце в першому дивізіоні            | 1980-1981, 1981—1982            |                                 |
| Кубок Англії з футболу — переможці         | 1977-1978                       |                                 |
| Кубок Англії з футболу — півфіналісти      | 1975 і 1981                     | 1959, 1989 і 1992               |
| Кубок УЄФА — переможці                     | 1980-1981                       |                                 |
| Переможці плей-оф першого дивізіону        | 1999-2000                       |                                 |
| Другий дивізіон Футбольної ліги Переможець | 1960-1961, 1967—1968, 1991—1992 | 1971-1972, 1985—1986, 2003—2004 |
| Третій дивізіон Футбольної ліги Переможець | 1953-1954, 1956—1957            | 1933-1934                       |
| Кубок Футбольної ліги Переможець           |                                 | 1962, 1985                      |
| Кубок Футбольної ліги Фіналіст             |                                 | 1973, 1975                      |
| Кубок ліги півфіналіст                     | 1982, 1985 і 2001               |                                 |
| Суперкубок Англії з футболу фіналіст       | 1962 і 1978                     |                                 |
| Переможець Кубка Тексако                   | 1973                            |                                 |
| Переможець молодіжного кубку Англії        | 1972-1973, 1974—1975, 2004—2005 |                                 |

## Статистика
Найбільша кількість гладачів: на «Портмен Роуд» було 35 077 осіб, а на «Керроу Роуд» — 39 890 осіб. Джон Варк — найкращий бомбардир дербі (гравець «Іпсвіча»), на його рахунку 9 м'ячів.

## Цікаві факти
Роб Гедграфт написав книгу про цьому протистоянні під назвою «Old Farm».